# Appenzello
Appenzello (toponimo italiano, AFI: /appenˈʦɛllo/; in tedesco e ufficialmente Appenzell) è un distretto svizzero di 5 778 abitanti del Canton Appenzello Interno; ha lo status di città ed è la capitale del cantone.

## Storia
È stato istituito nel 1872 con la fusione delle rhode soppresse di Appenzello e Lehn e di parte di quella di Rinkenbach.

## Monumenti e luoghi d'interesse

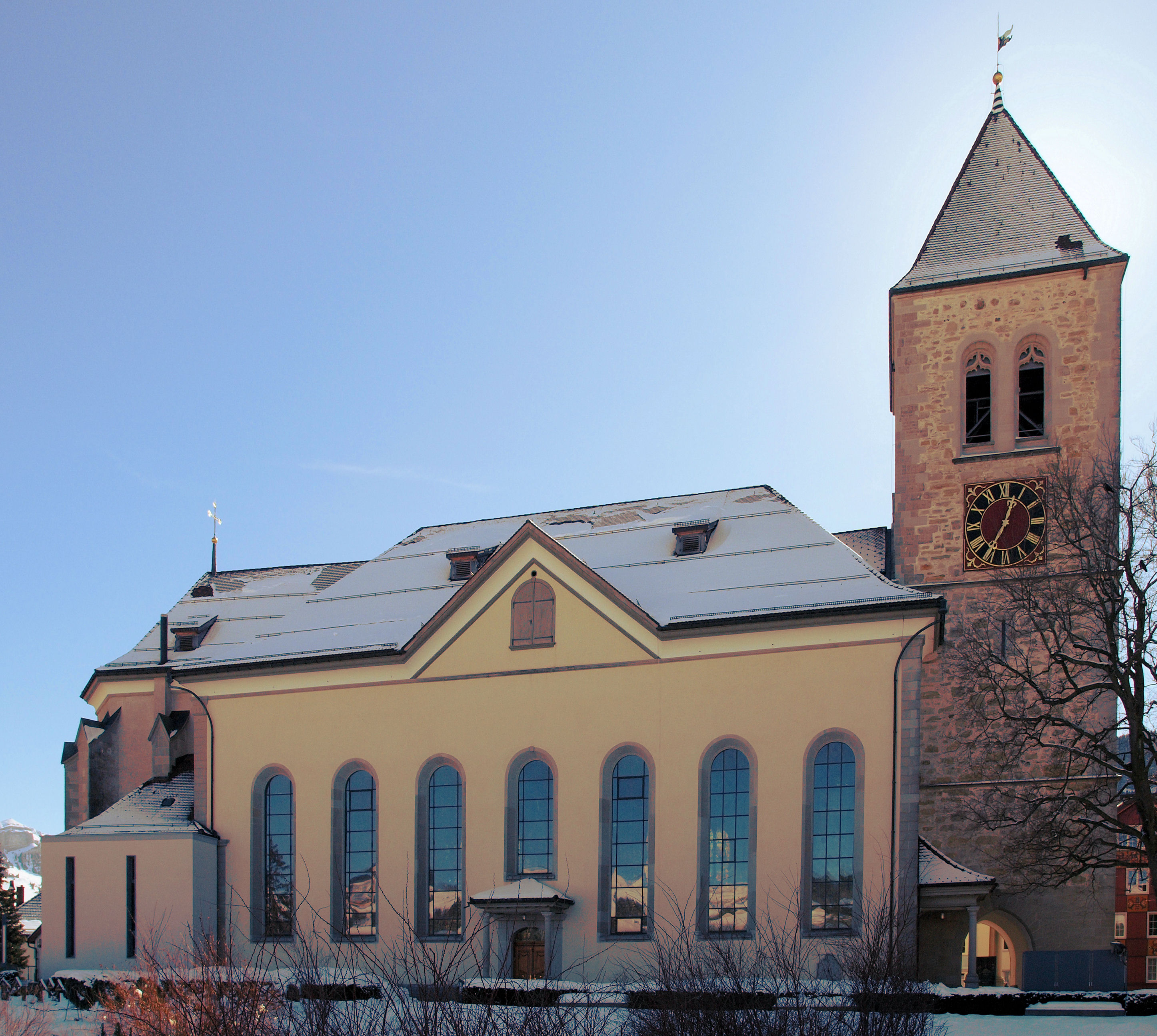
La chiesa di San Maurizio

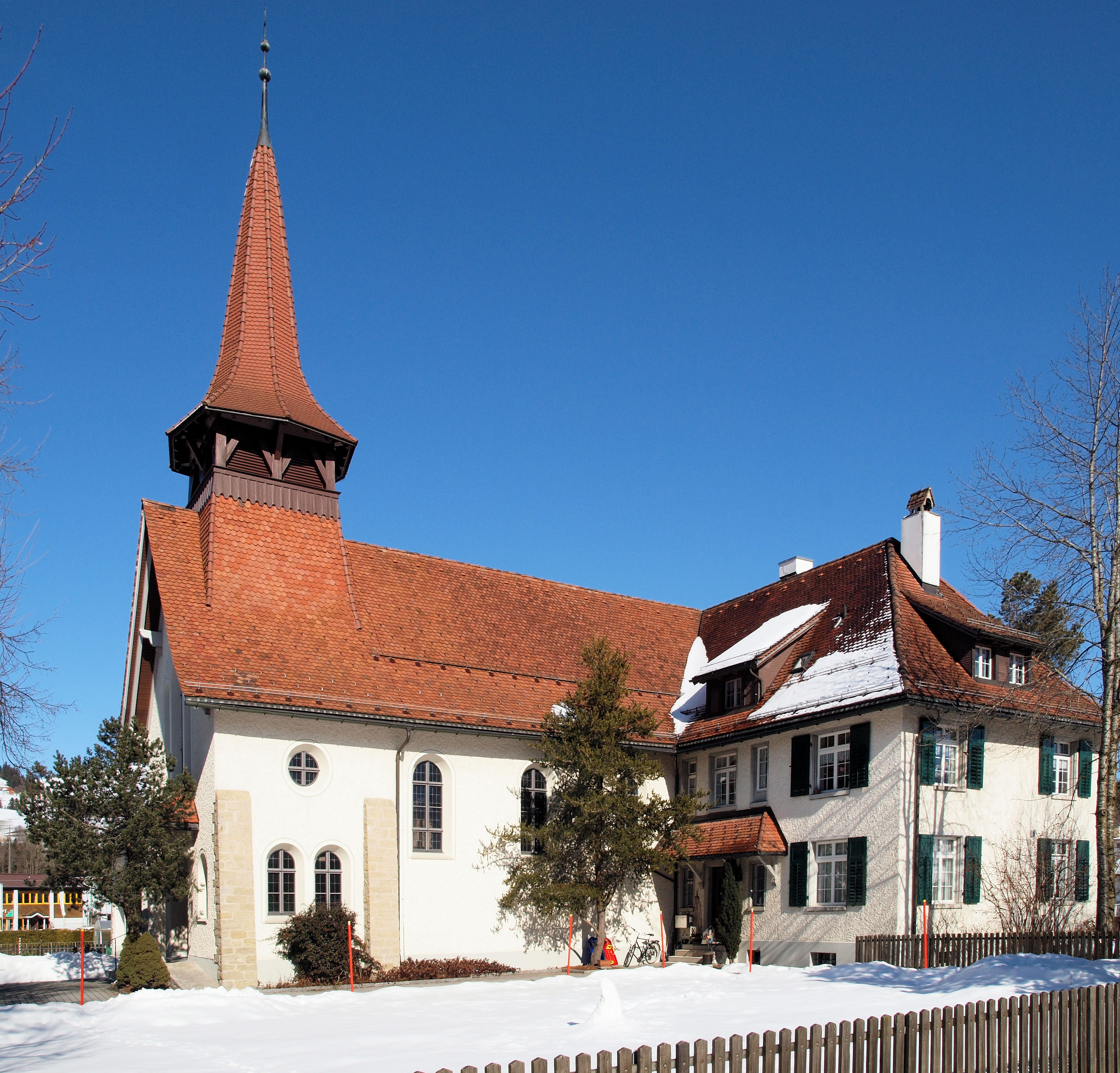
La chiesa riformata

- Chiesa cattolica di San Maurizio, eretta nel 1068-1069 e ricostruita nel 1300, nel 1488-1513, nel 1560 e nel 1824-1843[2];
- Chiesa riformata, eretta nel 1909[2].

## Società

### Evoluzione demografica
L'evoluzione demografica è riportata nella seguente tabella:
Abitanti censiti

## Infrastrutture e trasporti

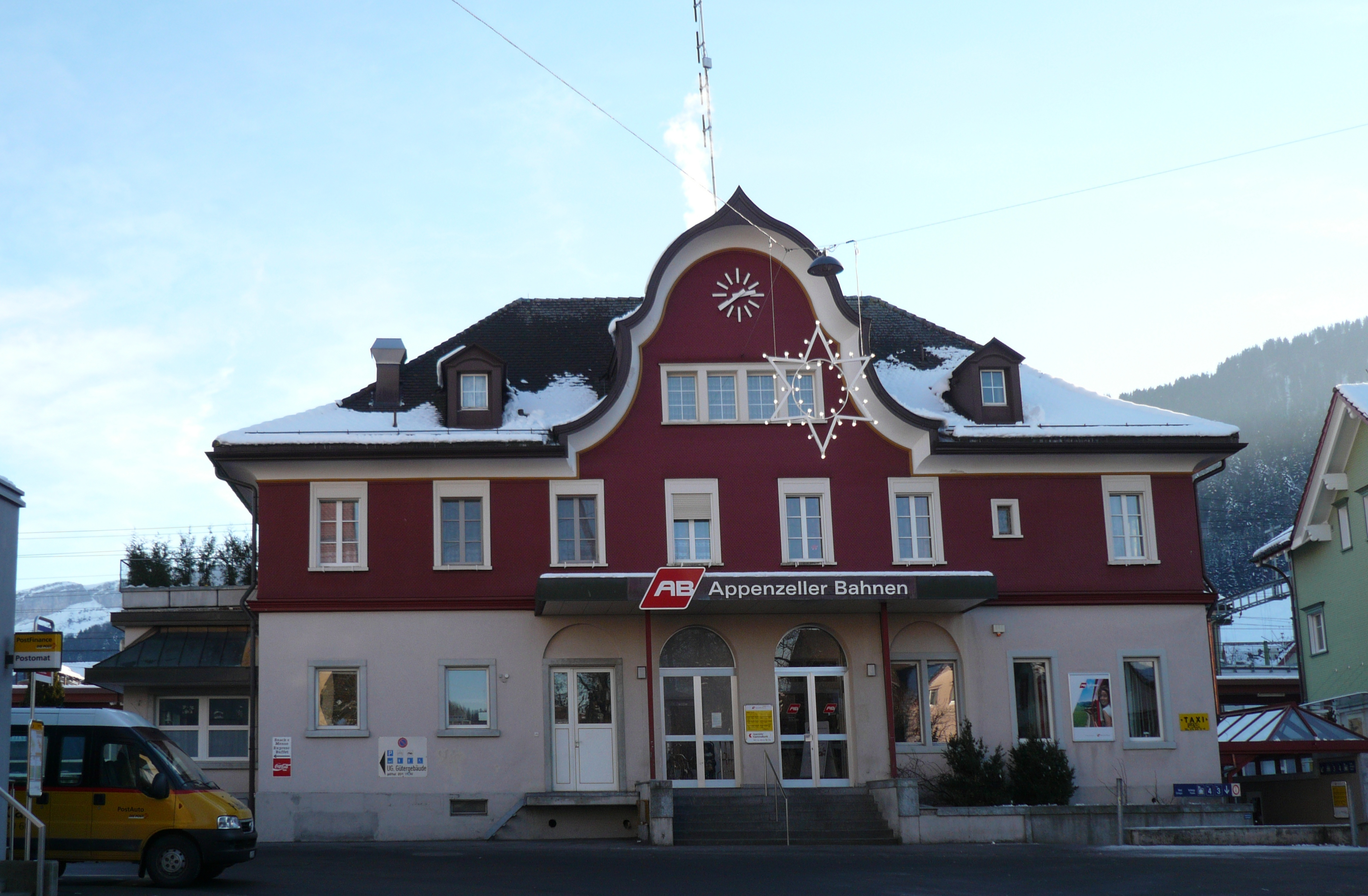
La stazione di Appenzello

Nodo ferroviario, la stazione di Appenzello è capolinea delle ferrovie Gossau-Appenzello, San Gallo-Gais-Appenzello e del Säntis. Nel territorio comunale è inoltre presente la stazione di Sammelplatz.

## Amministrazione
Ogni famiglia originaria del luogo fa parte del cosiddetto comune patriziale e ha la responsabilità della manutenzione di ogni bene ricadente all'interno dei confini del comune.